# Marathon du Mont Blanc

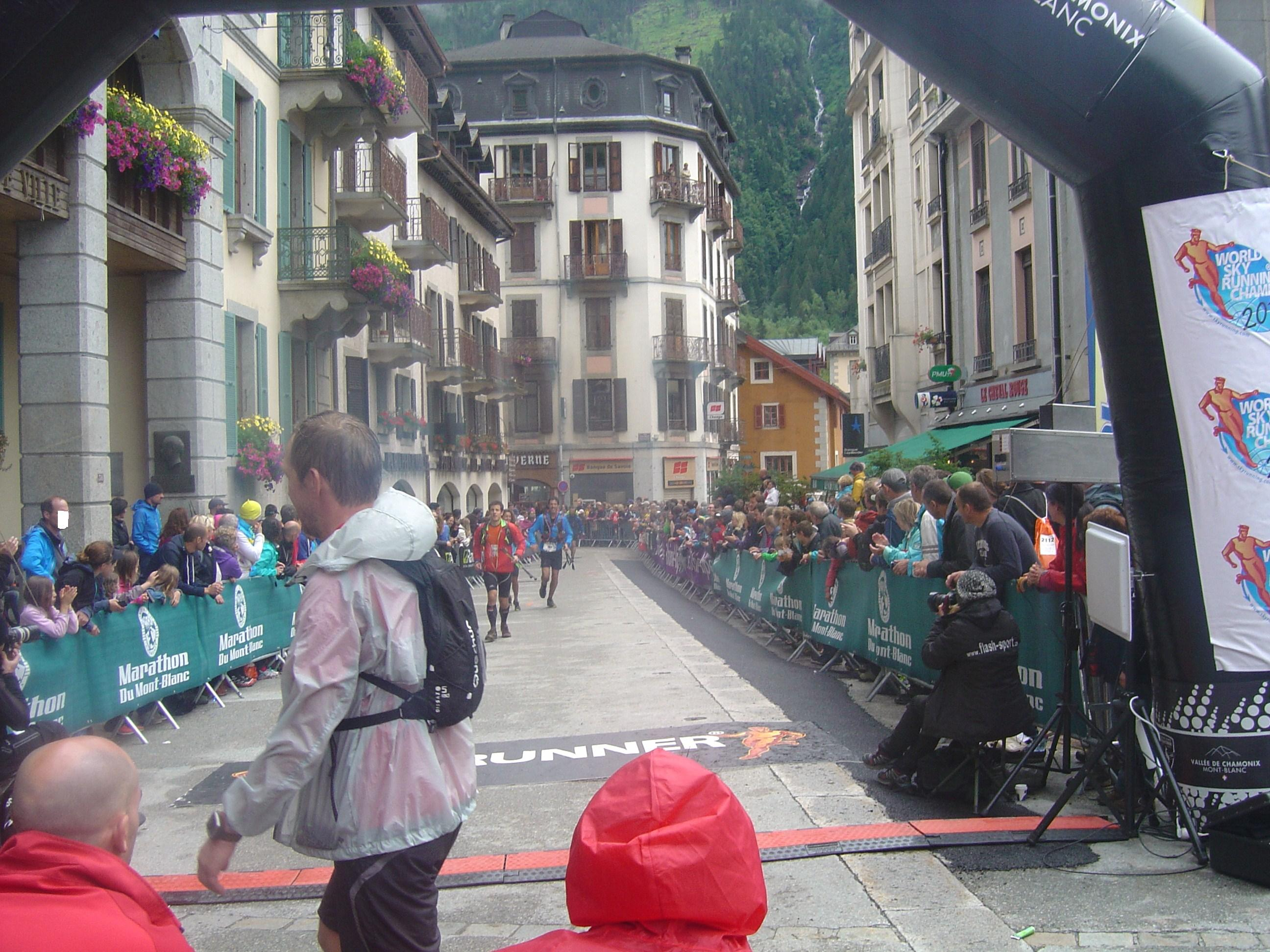
Zieleinlauf in Chamonix

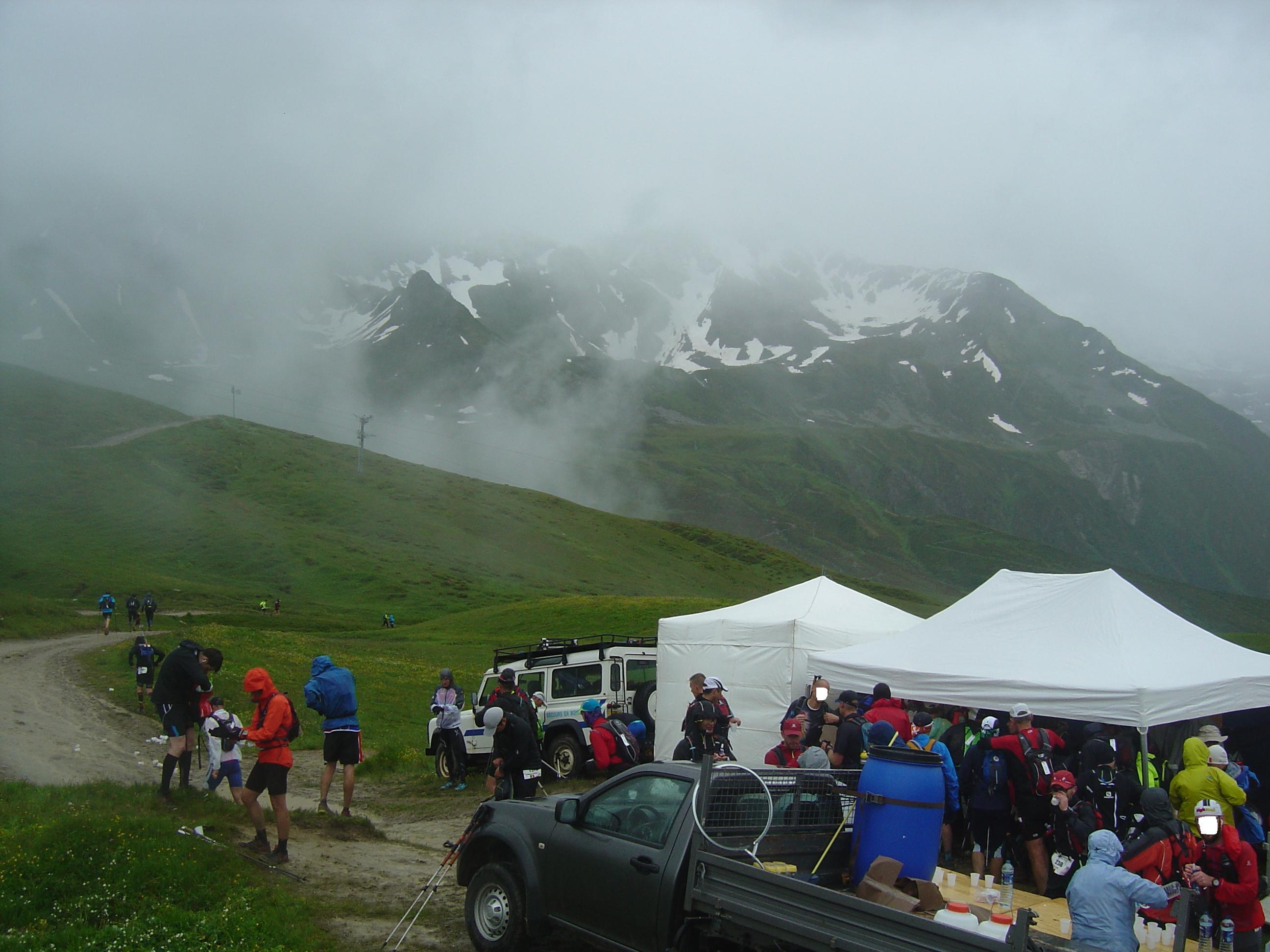
Verpflegungsstation

Der Marathon du Mont Blanc ist ein seit 2013 jährlich im Juni stattfindender Traillauf in Chamonix-Mont-Blanc.
Es gibt die Laufdistanzen 3 km, 8 km, 10 km, 23 km, 42 km sowie 80 km. Der Marathon hat 2730 Höhenmeter.
Der Vorgängerlauf mit 23 km Strecke existierte seit 1979 und wurde von Georges Costaz ins Leben gerufen.
Der Lauf war Teil der Skyrunner World Series, aktuell ist er Teil der Golden Trail Series. Der Lauf ist nicht mit dem Ultra-Trail du Mont-Blanc zu verwechseln.